# George Gamow
George Gamow (né Gueorgui Antonovitch Gamov (en russe : Георгий Антонович Гамов) le 4 mars 1904 à Odessa et mort le 19 août 1968 à Boulder (Colorado, États-Unis)), est un physicien théoricien, astronome, cosmologiste et vulgarisateur scientifique soviétique naturalisé américain. 
Il a proposé la théorie de la radioactivité α par l'effet tunnel quantique. Il a effectué des recherches sur la formation des étoiles, la nucléosynthèse stellaire, la nucléosynthèse primordiale à la suite du Big Bang, le fond diffus cosmologique de micro-ondes, et la génétique au niveau moléculaire.

## Biographie
George Gamow est le fils d'un professeur de lettres, et le cousin de Jacques Bergier. Il étudie à l’université d'Odessa, puis à Pétrograd où il suit les cours d’Alexandre Friedmann, un cosmologiste renommé. Il s'intéresse alors à la mécanique quantique et à la théorie de la relativité.

### Théorie quantique de la radioactivité
En 1928, titulaire d'une bourse, George Gamow part travailler à Göttingen avec Max Born, réalisant des avancées dans la compréhension de la radioactivité α. Deux mois plus tard, il rejoint Niels Bohr à Copenhague. Il émet l'idée d'un noyau atomique se comportant comme un fluide nucléaire, modèle repris presque une décennie plus tard par Bohr. En 1929, il obtient une nouvelle bourse et il rejoint Ernest Rutherford à l'université de Cambridge. Il développe l'idée de l'effet tunnel afin de faire interagir des protons pour obtenir des noyaux de numéro atomique plus élevé. Il y rencontre John Cockcroft, qui construit peu après le premier accélérateur de particules, parvenant ainsi à valider le modèle de Gamow en réussissant une transmutation du lithium 7.
Au début du XXe siècle, on savait que chaque substance radioactive avait une demi-vie fixe, et que les rayonnements émis possèdent certaines énergies caractéristiques. En 1928 Gamow résout la théorie de la radioactivité α par l'effet tunnel de la nouvelle mécanique quantique de Schrödinger.
Selon la mécanique classique, la particule α (alpha) est confinée au noyau à cause de la grande énergie requise pour échapper au puits de potentiel nucléaire très fort, de sorte que l'émission spontanée n'aurait pas lieu. Dans la mécanique quantique, cependant, il existe une probabilité non nulle que la particule puisse « creuser un tunnel » à travers la paroi du puits de potentiel, et alors s'échapper. Gamow résout l'équation de Schrödinger pour un potentiel modèle du noyau, et déduit une relation entre la demi-vie du noyau radioactif et l'énergie de la particule α émise. Cette relation correspond à la loi de Geiger et Nuttall, déjà observée expérimentalement.

### Déménagement aux États-Unis
En 1931, George Gamow retourne à Moscou pour faire renouveler son visa, mais il lui est refusé. Il rencontre Lyubov Vokhminzeva qu'il épouse peu après. Il travaille alors à l’université de Leningrad en physique, mais s'oppose aux conceptions de son supérieur hiérarchique, ce qui lui vaut de quitter son poste.
En 1933, il est invité au congrès Solvay et, à sa grande surprise, il obtient  un visa : il quitte alors définitivement l'Union soviétique avec sa femme en la faisant passer pour sa secrétaire. Il décroche un poste de professeur à l'université George Washington à Washington, district de Columbia, où il travaille sur la physique nucléaire, avec Edward Teller, et sur la cosmologie. Il acquiert la nationalité américaine en 1940. En 1943, il participe à la construction de la bombe atomique américaine à Los Alamos.

### Astrophysique et Big Bang
Le 1er avril 1948, avec son étudiant Ralph Alpher, George Gamow publie un article capital sur la formation des éléments au cours des premières phases de l'expansion de l'Univers, participant ainsi à l'élaboration de la théorie du Big Bang. Gamow, assisté d'Alpher, décrit l'univers d'origine, le Ylem, comme une « soupe dense de neutrons et de protons ». Ils démontrent que les quantités actuelles d'hydrogène et d'hélium dans l'univers peuvent être expliquées par les réactions nucléaires qui ont eu lieu durant le Big Bang.
Anecdotiquement, Gamow inclut dans les signataires Hans Bethe, qui n'a aucunement participé à la rédaction de l'article, juste pour faire un jeu de mots sur les auteurs : Alpher, Bethe et Gamow (alpha, bêta et gamma…), prouvant, une fois de plus, son caractère facétieux. De fait, cet article est surnommé Article αβγ.
Peu après, Alpher et Robert Herman prédisent que la rémanence du Big Bang aurait refroidi après des milliards d'années pour remplir l'univers avec un rayonnement persistant aux alentours des 5 degrés au-dessus du zéro absolu. Finalement, l'observation effective de ce fond diffus cosmologique
par Arno Penzias et Robert Wilson en 1964 fournit une confirmation de la théorie du Big Bang.

### Code génétique
À partir de 1950, George Gamow s'intéresse à la génétique. Il fait l'hypothèse, dès 1954, de la relation possible entre code génétique et séquence des protéines.
Après la découverte de 1953 de la structure de l'ADN par Francis Crick et James D. Watson, Gamow aborde le problème du code génétique, c'est-à-dire de la relation entre les quatre bases (adénine, cytosine, thymine et guanine) aux chaînes de l'ADN et le contrôle de la séquence des acides aminés qui constituent les protéines. Crick a indiqué que les suggestions de Gamow l'ont aidé dans sa propre réflexion  sur ce problème. Tel que décrit par Crick, Gamow a suggéré le premier que les vingt combinaisons des quatre bases de l'ADN pris trois à la fois correspondent aux vingt acides aminés utilisés pour former les protéines. Cette suggestion a amené Crick et Watson à énumérer les vingt acides aminés qui sont communs à la plupart des protéines. 
Cependant le système détaillé proposé par Gamow, surnommé les « diamants de Gamow », se révèle inexact par la suite.

### Dernières années
En 1956, George Gamow rejoint l'université du Colorado à Boulder. Trois ans plus tard, la perte d'audience du maccarthysme lui permet, avec Hans Bethe et Victor Weisskopf, de prendre publiquement position pour la réintégration de Frank Oppenheimer au département de physique de cet établissement (J. Robert Oppenheimer était le frère aîné de Frank Oppenheimer, et tous deux participaient au Projet Manhattan avant leur déchéance). Frank Oppenheimer, rétabli dans ses fonctions, s’intéressa de plus en plus à l'enseignement de la physique au travers d'expériences élémentaires, et il partit finalement à San Francisco pour y fonder l'Exploratorium ; mais Gamow ne vivrait plus assez longtemps pour assister à l'inauguration de ce moderne musée des sciences.
Il poursuivait ses cours à Boulder, partageant son temps entre son autobiographie (My World Line, qui ne sera publiée qu'après sa mort, en 1970) et la composition d'essais de vulgarisation. Ainsi, dans L'Atome et son noyau (1961), Gamow représente le tableau périodique des éléments comme une bande de papier hélicoïdale enroulée autour d'un cône, sur laquelle est inscrite la succession des éléments chimiques par numéro atomique croissant.
Miné par le progrès du diabète, après plusieurs opérations pour lui éviter un infarctus, Gamow succomba à une cirrhose : il appelait son foie le « maillon faible » de son organisme. Dans une lettre écrite la veille de sa mort à son ancien étudiant Ralph Alpher, il écrivait : « La douleur à l'abdomen est insupportable et ne me quitte plus. » Alpher l'aidait à comprendre les idées mathématiques de Dirac, avec lequel il avait engagé depuis 1960 un débat sur la fixité de la constante gravitationnelle.

## Publications
On compte une dizaine de ses ouvrages, dont plusieurs ont été réédités, en français comme en anglais. Outre des ouvrages scientifiques de haute volée, il a écrit plusieurs séries de livres de vulgarisation, les M. Tompkins, où les rêves d'un modeste employé de banque sont prétextes à des voyages au cœur de la science. Certains d'entre eux ont été réactualisés par Russell Stannard après la mort de Gamow.
- Un, deux, trois... l'infini [« One, two, three... infinity »] (trad. de l'anglais par Junior et Maurice Gauzit), Paris, Dunod, 1955, 282 p. (ISBN 978-2-84225-221-2, OCLC 490990286)Réédition complétée, Cassini, 2018, 368 p.
- M. Tompkins au pays des merveilles : Histoire de c, G et h [« Mr. Tompkins in wonderland »] (trad. de l'anglais par Geneviève Guéron, ill. John Hookham), Paris, Dunod, 1953, 98 p. (OCLC 716581738)
- Monsieur Tompkins explore l'atome (trad. de l'anglais par Geneviève Guéron), Paris, Dunod, 1959 (OCLC 878117711)
- Monsieur Tompkins s'explore lui-même (trad. de l'anglais), Paris, Dunod, 1953, 98 p. (OCLC 716581738)
- (en) Mr Tompkins in Paperback (Cambridge University Press, rééd.1993)  (ISBN 0-521-44771-2)
- Une étoile nommée Soleil (trad. de l'anglais par Geneviève Guéron), Paris, Dunod, 1966, 170 p. (OCLC 1507210181)
- M. Tompkins (Dunod, 2007)  (ISBN 2-10-001399-8)
- Le nouveau monde de M.Tompkins (Éd. Le Pommier, 2002)  (ISBN 2-7465-0086-8)
- Trente années qui ébranlèrent la physique - Histoire de la théorie quantique, Dunod, 1968  (ISBN 978-2-87647-135-1)